# Spalangia rugulosa
Spalangia rugulosa är en stekelart som beskrevs av Förster 1850. Spalangia rugulosa ingår i släktet Spalangia, och familjen puppglanssteklar. Arten är reproducerande i Sverige.